# Koilodepas pectinatum
Koilodepas pectinatum är en törelväxtart som beskrevs av Airy Shaw. Koilodepas pectinatum ingår i släktet Koilodepas och familjen törelväxter. Inga underarter finns listade i Catalogue of Life.